# Configuration de sommet
| Icosidodécaèdre | Figure de sommet représentée par 3.5.3.5 ou (3.5)2 |

En géométrie, une configuration de sommet,, est une notation abrégée pour représenter la figure de sommet d'un polyèdre ou d'un pavage comme la séquence de faces autour d'un sommet. Pour les polyèdres uniformes, il n'y a qu'un seul type de sommet et, par conséquent, la configuration des sommets définit entièrement le polyèdre. (Les polyèdres chiraux existent dans des paires d'images miroir avec la même configuration de sommet).
Une configuration de sommet est donnée sous la forme d'une suite de nombres représentant le nombre de côtés des faces faisant le tour du sommet. La notation « a.b.c » décrit un sommet qui a 3 faces autour de lui, des faces avec des côtés a, b et c.
Par exemple, « 3.5.3.5 » indique un sommet appartenant à 4 faces, alternant triangles et pentagones. Cette configuration de sommet définit l'icosidodécaèdre sommet-transitif. La notation est cyclique et donc équivalente avec différents points de départ, donc 3.5.3.5 est identique à 5.3.5.3. L'ordre est important, donc 3.3.5.5 est différent de 3.5.3.5 (le premier a deux triangles suivis de deux pentagones). Les éléments répétés peuvent être collectés en tant qu'exposants, donc cet exemple est également représenté par (3.5)2.
Il a été appelé de diverses manières une description de sommet,,, type de sommet,, symbole de sommet,, arrangement de sommet, modèle de sommet, face-vecteur. Il est également appelé symbole de Cundy et Rollett pour son utilisation pour les solides d'Archimède dans leur livre de 1952 Mathematical Models,.

## Chiffres de sommet
Une configuration de sommet peut également être représentée sous la forme d'une figure de sommet polygonale montrant les faces autour du sommet. Cette figure de sommet a une structure tridimensionnelle puisque les faces ne sont pas dans le même plan pour les polyèdres, mais pour les  polyèdres uniformes aux sommets, tous les sommets voisins sont dans le même plan et donc cette projection plane peut être utilisée pour représenter visuellement la configuration des sommets.

## Variantes et utilisations
| {3,3} = 33 Défaut 180° | {3,4} = 34 Défaut 120° | {3,5} = 35 Défaut 60° | {3,6} = 36 Défaut 0° |
| {4,3} Défaut 90° | {4,4} = 44 Défaut 0°   | {5,3} = 53 Défaut 36° | {6,3} = 63 Défaut 0° |
| Un sommet a besoin d'au moins 3 faces et d'un défaut d'angle . Un défaut d'angle de 0° remplira le plan euclidien d'un pavage régulier. D'après le théorème de Descartes, le nombre de sommets est 720°/ défaut (4π rad/ défaut). |                        |                       |                      |

Différentes notations sont utilisées, parfois avec une virgule (,) et parfois un point (.) comme séparateur. L'opérateur période est utile car il ressemble à un produit et une notation d'exposant peut être utilisée. Par exemple, 3.5.3.5 s'écrit parfois (3.5)2.
La notation peut également être considérée comme une forme expansive du simple symbole de Schläfli pour les polyèdres réguliers. La notation de Schläfli { p, q } signifie q p-gones autour de chaque sommet. Donc { p, q } peut être écrit comme ppp.. ( q fois) ou pq. Par exemple, un icosaèdre est {3,5} = 3.3.3.3.3 ou 35.
Cette notation s'applique aux pavages polygonaux ainsi qu'aux polyèdres. Une configuration de sommet planaire dénote un pavage uniforme tout comme une configuration de sommet non planaire dénote un polyèdre uniforme.
La notation est ambiguë pour les formes chirales. Par exemple, le cube de rappel a des formes dans le sens des aiguilles d'une montre et dans le sens inverse des aiguilles d'une montre qui sont identiques sur les images miroir. Les deux ont une configuration de sommet 3.3.3.3.4.

## Polygones étoilés
La notation s'applique également aux faces régulières non convexes, les polygones en étoile. Par exemple, un pentagramme a le symbole {5/2}, ce qui signifie qu'il a 5 côtés faisant deux fois le tour du centre.
Par exemple, il y a quatre polyèdres étoilés réguliers avec des figures de sommets de polygone régulier ou de polygone étoilé. Le petit dodécaèdre étoilé a le symbole Schläfli de {5/2,5} qui se développe en une configuration de sommet explicite 5/2.5/2.5/2.5/2.5/2 ou combiné comme (5/2)5 . Le grand dodécaèdre étoilé, {5/2,3} a une figure de sommet triangulaire et une configuration (5/2.5/2.5/2) ou (5/2)3 . Le grand dodécaèdre, {5,5/2} a une figure de sommet pentagrammique, avec une configuration de sommet est (5.5.5.5.5)/2 ou (55)/2. Un grand icosaèdre, {3,5/2} a aussi une figure de sommet pentagrammique, de configuration de sommet (3.3.3.3.3)/2 ou (35)/2.
|                  |                  |          |         |             |
| {5/2,5} = (5/2)5 | {5/2,3} = (5/2)3 | 34.5/2   | 34.5/3  | (34.5/2)/2  |
|                  |                  |          |         |             |
| {5,5/2} = (55)/2 | {3,5/2} = (35)/2 | V.34.5/2 | V34,5/3 | V(34.5/2)/2 |

## Polygones inversés
Les faces sur une figure de sommet sont considérées comme progressant dans une direction. Certains polyèdres uniformes ont des figures de sommet avec des inversions où les faces progressent en rétrogradation. Une figure de sommet représente cela dans la notation polygonale en étoile des côtés p/q tels que p < 2 q, où p est le nombre de côtés et q le nombre de tours autour d'un cercle. Par exemple, "3/2" signifie un triangle dont les sommets font deux fois le tour, ce qui équivaut à reculer une fois. De même "5/3" est un pentagramme inversé 5/2.

## Ensemble des configurations de sommets uniformes de polygones convexes réguliers
Les polyèdres semi-réguliers ont des configurations de sommets avec un défaut angulaire (en) positif.
Note : La figure du sommet peut représenter un pavage régulier ou semi-régulier sur le plan si son défaut est nul. Il peut représenter un pavage du plan hyperbolique si son défaut est négatif.
Pour les polyèdres uniformes, le défaut d'angle peut être utilisé pour calculer le nombre de sommets. Le théorème de Descartes stipule que tous les défauts d'angle dans une sphère topologique doivent totaliser 4π radians ou 720 degrés.
Puisque les polyèdres uniformes ont tous des sommets identiques, cette relation permet de calculer le nombre de sommets, qui est de 4π/défaut ou 720/défaut.
Exemple : un cube tronqué 3.8.8 a un défaut d'angle de 30 degrés. Par conséquent, il a 720/30 = 24 sommets.
En particulier, il s'ensuit que { a, b } a 4 / (2 – b(1 - 2/a)) sommets.
Chaque configuration de sommet énumérée définit potentiellement de manière unique un polyèdre semi-régulier. Cependant, toutes les configurations ne sont pas possibles.
Les exigences topologiques limitent l'existence. Plus précisément, pqr implique qu'un p-gone est entouré d'une alternance de q-gones et r-gones, donc p est pair ou q est égal à r . De même q est pair ou p est égal à r, et r est pair ou p est égal à q. Par conséquent, les triplets potentiellement possibles sont 3.3.3, 3.4.4, 3.6.6, 3.8.8, 3.10.10, 3.12.12, 4.4. n (pour tout n > 2), 4.6.6, 4.6.8, 4.6.10, 4.6.12, 4.8.8, 5.5.5, 5.6.6, 6.6.6. En fait, toutes ces configurations à trois faces se rencontrant à chaque sommet s'avèrent exister.
Le nombre entre parenthèses est le nombre de sommets, déterminé par le défaut d'angle.
Triples
- Solides platoniciens 3.3.3 (4), 4.4.4 (8), 5.5.5 (20)
- prismes 3.4.4 (6), 4.4.4 (8 ; également listés ci-dessus), 4.4. n (2 n )
- Solides d'Archimède 3.6.6 (12), 3.8.8 (24), 3.10.10 (60), 4.6.6 (24), 4.6.8 (48), 4.6.10 (120), 5.6.6 (60) .
- carrelage régulier 6.6.6
- pavages semi-réguliers 3.12.12, 4.6.12, 4.8.8

Quadruples
- Solide platonicien 3.3.3.3 (6)
- Antiprismes 3.3.3.3 (6 ; également listés ci-dessus), 3.3.3. n (2 n )
- Solides d'Archimède 3.4.3.4 (12), 3.5.3.5 (30), 3.4.4.4 (24), 3.4.5.4 (60)
- carrelage régulier 4.4.4.4
- pavages semi-réguliers 3.6.3.6, 3.4.6.4

Quintuples
- Solide platonicien 3.3.3.3.3 (12)
- Solides d'Archimède 3.3.3.3.4 (24), 3.3.3.3.5 (60) (tous deux chiraux )
- pavages semi-réguliers 3.3.3.3.6 (chiraux), 3.3.3.4.4, 3.3.4.3.4 (il faut noter que les deux ordres différents des mêmes nombres donnent deux motifs différents)

Sextuples
- carrelage régulier 3.3.3.3.3.3

## Configuration de face

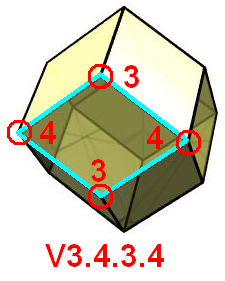
Dodécaèdre rhombique

Les solides de Catalan ou duaux uniformes, y compris les bipyramides et les trapézoèdres, sont verticalement réguliers (face-transitifs) et peuvent donc être identifiés par une notation similaire qui est parfois appelée configuration de face. Cundy et Rollett ont préfixé ces symboles duaux par un V. En revanche, les pavages et les motifs utilisent des crochets autour du symbole pour les pavages isoédriques.
Cette notation représente un décompte séquentiel du nombre de faces qui existent à chaque sommet autour d'une face. Par exemple, V3.4.3.4 ou V(3.4)2 représente le dodécaèdre rhombique qui est face-transitif : chaque face est un losange, et les sommets alternés du losange contiennent 3 ou 4 faces chacun.